# Benjamin Rolle
Benjamin „Ben“ Rolle (* 3. Februar 1989) ist ein professioneller deutscher Pokerspieler, der hauptsächlich online spielt und dort unter seinem Nickname bencb789 bekannt ist.

## Persönliches
Rolle stammt aus Cottbus. In seiner Kindheit spielte er Fußball bei Energie Cottbus, später war er für den Kahrener SV 03 und den FSV Viktoria Cottbus in der Kreisliga aktiv. Er lebt in Wien und betreibt dort die Pokerschule Raise Your Edge, über die Pokerkurse zur Verbesserung des eigenen Pokerspiels vertrieben werden. Seine Identität legte er erst im Juni 2019 im Rahmen eines YouTube-Videos öffentlich.

## Pokerkarriere

### Online
Rolle spielt online unter den Nicknames bencb789 (PokerStars), patience (partypoker, dort ehemals als mwhldwn) sowie RYE_bencb789 (Natural8). Darüber hinaus nutzt er bei GGPoker seinen echten Namen. Er gilt als einer der weltbesten Onlinepoker-Turnierspieler der Variante No Limit Hold’em und gewann in seiner Laufbahn zahlreiche Turniere, wobei er seine größten Erfolge auf der Plattform PokerStars erzielte.
Im Mai 2014 gewann er ein Turnier bei der auf PokerStars ausgespielten Spring Championship of Online Poker (SCOOP) mit einer Siegprämie von knapp 250.000 US-Dollar. Bei der World Championship of Online Poker (WCOOP) gewann er Mitte September 2016 das mit einem Buy-in von 102.000 US-Dollar – gemeinsam mit dem Super High Roller Bowl Online im Juni 2020 auf partypoker – bisher teuerste Online-Pokerturnier weltweit, nachdem er sich zuvor gegen 27 andere Spieler durchgesetzt hatte. Nach einem Deal am Finaltisch mit Fedor „CrownUpGuy“ Holz betrug die Siegprämie knapp 1,2 Millionen US-Dollar. Bei der WCOOP 2018 belegte Rolle bei einem 5200 US-Dollar teuren High Roller den mit rund 190.000 dotierten zweiten Platz. Im Mai 2019 sicherte er sich seinen zweiten SCOOP-Titel, der mit einem Preisgeld von knapp 100.000 US-Dollar prämiert wurde. Wenige Tage später erreichte er beim 109 US-Dollar teuren Main Event der Turnierserie den Finaltisch und beendete das Turnier als Dritter von 23.131 Spielern, was mit knapp 170.000 US-Dollar bezahlt wurde. Bei der WCOOP 2019 belegte er beim 10.300 US-Dollar teuren High-Roller-Turnier den mit mehr als 160.000 US-Dollar dotierten vierten Platz. Bei der aufgrund der COVID-19-Pandemie von Juli bis September 2020 auf dem Onlinepokerraum GGPoker ausgetragenen World Series of Poker Online erzielte Rolle drei Geldplatzierungen, u. a. erreichte er beim Main Event den finalen Turniertag, den er auf dem mit über 160.000 US-Dollar prämierten elften Platz beendete.
Auf der Plattform PokerStars erspielte sich Rolle bei Sit and Gos und Turnieren Preisgelder von mehr als 35 Millionen US-Dollar. Seit August 2021 gehört er dem Team PokerStars Pro an.

### Live
Rolle ist selten bei Live-Turnieren zu sehen. Er spielte im Juni 2015 bei der World Series of Poker im Rio All-Suite Hotel and Casino am Las Vegas Strip und kam bei drei Turnieren der Variante No Limit Hold’em in die Geldränge. Im August 2017 war Rolle für die PokerStars Championship in Barcelona. Dort cashte er beim PokerStars National High Roller für 4400 Euro, belegte den mit 27.200 Euro dotierten 39. Platz im Main Event und wurde anschließend bei einem Turboturnier Dritter, wofür er sein bisher höchstes Live-Preisgeld von 38.000 Euro erhielt.